# برم شور سفلی
برم شور سفلی، روستایی از توابع بخش مرکزی شهرستان شیراز در استان فارس ایران است.

## جمعیت
این روستا در دهستان قره باغ قرار دارد و براساس سرشماری مرکز آمار ایران در سال ۱۴۰۱، جمعیت آن ۸۰۰ نفر (۱۲۵خانوار) بوده‌است.